# Castello di Rumbeke
Il castello di Loppem (in francese château de Rumbeke, in olandese kasteel van Rumbeke) è un castello della Provincia delle Fiandre Occidentali in Belgio, situato a Rumbeke, sobborgo a sud della città di Roulers. Il castello è uno dei più antichi castelli rinascimentali del Belgio.

## Storia
Secondo la tradizione leggendaria, nell'862 d.C., dopo aver rapito Giuditta, la figlia dell'imperatore Carlo il Calvo, a Senlis, Baldovino I Bras de Fer ("Braccio di Ferro"), conte di Fiandra, giunse a rifugiarsi con lei nella fortificazione che allora sorgeva a Rumbeke.
Sembra che la giovane Giuditta l'avesse seguito in piena libertà.
Dopo l'intervento papale, essi poterono sposarsi a Auxerre. Questo avvenimento è considerato all'origine della Contea di Fiandra.
Tralasciando questa tradizione, fu probabilmente al principio del XVI secolo che Giacomo I di Thiennes, primo castellano di Rumbeke, trasformò la casa padronale del XV secolo in un maniero signorile affiancato da una cappella e da una torre ottagonale sormontata da un tetto a bulbo.
La forma definitiva del castello fu data da suo figlio Tommaso I di Thiennes, che, nel 1535, fece costruire una nuova ala e cinque torri ottagonali sormontate da tetti di forma conica.
Nel 1730, l'entrata del castello fu spostata a sud. Le porte occidentale e orientale furono edificate nel 1731.
Sotto l'arco della porta orientale, si trova tuttora lo stemma della famiglia di Thiennes.
La proprietà del castello pervenne poi per via ereditaria ai conti di Limburg-Stirum, avendo Astérie Marie di Thiennes sposato Dirk di Limburg-Stirum. I conti di mantennero la proprietà del castello per 150 anni (dal 1856 al 1987).
Nel XVIII secolo, il castello fu sottoposto a modifiche che introdussero caratteristiche classiche.
Allo stesso tempo, fu realizzata la tenuta Sterrebos attorno al castello.
L'architettura di questo bosco è basata su quella del parco del Prater di Vienna.
I conti di Thiennes e di Limburg-Stirum occuparono il castello per parecchi secoli.
In tutto questo periodo, il castello subì molte volte danneggiamenti: fu danneggiato durante la rivolta dei pezzenti, le guerre di Luigi XIV, la Rivoluzione francese, la Prima e la seconda guerra mondiale.
Nel 1814, quando la Compagnia di Gesù viene restaurata universalmente, il conte di Thiennes vi ricevette i primi gesuiti belgi - quattro Padri della Fede e sette giovani - sotto la direzione spirituale di Padre Henry Fonteyne.
Nel corso della Seconda guerra mondiale, il castello fu adibito a residenza di ufficiali dell'esercito tedesco che occupava la regione.
I danni ai vecchi parquet prodotti dai tacchi dei soldati tedeschi sono segni di questo periodo tuttora visibili.

### Tenuta provinciale
Fra il 1961 e il 1965, il castello fu restaurato dall'architetto J. Viën. Altri lavori di resturo proseguirono fino al 2004.
Acquisito dalla Provincia delle Fiandre Occidentali, il castello fa ora parte della tenuta provinciale "Sterrebos".

## Descrizione
Il parco è costituito da una grande distesa erbosa con un piccolo stagno e un bosco.
Di fronte al castello si trova un albero imponente, probabilmente del XVIII secolo, epoca in cui si è strutturato il parco.
Parco e castello sono aperti ai visitatori.